# L'amante di ferro
L'amante di ferro (The Iron Mistress) è un film del 1952 diretto da Gordon Douglas. Biografia romanzata della gioventù dell'inventore del coltello Bowie, il personaggio di Jim Bowie venne interpretato da Alan Ladd, qui al suo primo film per la Warner Bros.. Al suo fianco, Virginia Mayo, Joseph Calleia, Phyllis Kirk.

## Trama
Recatosi a New Orleans dove deve vendere come ogni anno il legname prodotto dalla sua famiglia di boscaioli, Jim Bowie si ritrova innamorato di Judalon, la bella della città, una ragazza frivola e civetta appartenente alla buona società. Quando le si dichiara, lei - pur se sembra innamorata di lui - lo respinge soprattutto perché non è quello che si definisce un gentiluomo. Uno dei suoi ammiratori, credendo che la ragazza sia stata insultata, sfida a duello Jim, ma la sfida viene raccolta per primo dal fratello di Judalon, che si reputa responsabile della situazione. Il giovene resterà ucciso e Jim, sfidato a sua volta, ne vendicherà la morte usando il proprio coltello.

Tornato in Louisiana dai suoi, Jim propone alla madre e ai fratelli di investire il denaro della vendita della loro attività in terreni che dovranno essere coltivati a cotone. Lo scopo che Jim si prefigge è quello di diventare un uomo tanto ricco da poter sposare Judalon. Ma anche se gli affari gli vanno bene, quando torna da lei, la trova già sposata. Lei, anzi, lo coinvolge in un giro pericoloso chiedendogli di aiutare il marito a pagare i suoi grossi debiti. Questo e la sua ingerenza non gradita dai maggiorenti locali che vogliono disfarsi di lui, lo porta ad affrontarli, riuscendo però a uscire sempre vivo da quelle situazioni pericolose. La sua fedele arma, ormai conosciuta da tutti come "l'amante di ferro", è un coltello che lui ha fatto forgiare da un fabbro il quale, nella fusione, ha usato anche un pezzo di meteora.

Quando, dopo un'altra delusione avuta a causa di Judalon, è in viaggio per il Texas deciso di lasciarsi tutto alle sue spalle, viene attaccato da tre sicari. Il suo compagno resta ucciso e lui si salva ancora una volta grazie al suo coltello. Ferito gravemente, viene soccorso dagli occupanti di una carrozza in transito sulla stessa strada. Dopo avere scoperto che la sua salvatrice è la figlia del vice governatore del Texas, va a cercarla per ringraziarla. Durante il suo soggiorno a casa del vice governatore, Jim si innamora di Ursula e le chiede di sposarlo. Vuole però tornare prima in Louisiana a mettere a posto i suoi affari.

Imbarcato su un battello in navigazione sul fiume, incontra Judalon e suo marito Philippe: l'uomo, disperato, dichiara di avere perso ancora una volta al gioco tutto il denaro che aveva. Ma, questa volta, è rovinata anche la sua reputazione perché il soldi non gli appartenevano. Jim si reca nel salone e, giocando, smaschera tre bari che stanno pelando tutti i giocatori a bordo. Recuperato il denaro, lo restituisce a Philippe. Judalon cerca di seguirlo, ma Philippe la ferma.

Mentre sta per entrare nella sua cabina, Jim viene informato dall'inserviente che è venuto a cercarlo un suo amico, Juan Moreno, la cui cabina è poco più avanti. Jim si allarma perché Moreno è l'uomo che gli aveva mandato dietro i sicari per ucciderlo e che poi, anche se lui lo ignora, ha recuperato il suo coltello dal corpo di uno dei tre morti. Con estrema precauzione, entra nella cabina del suo avversario, senza sapere che questa è vuota. Moreno, infatti, si è introdotto da lui e, nell'ombra, lo aspetta per ucciderlo con il suo stesso coltello. A entrare nella cabina di Bowie, invece, sarà Philippe che, armato di pistola, vuole vendicare il suo onore, avendo capito che la moglie è pronta a tradirlo. I due, complici il buio, si uccidono a vicenda e a Jim non resta poi che recuperare il suo coltello. Dopo avere respinto Judalon che, ormai libera, vuole partire con lui, Jim si libera anche della pericolosa arma buttandola nel fiume.

Di nuovo nel Texas, raggiunge Ursula che porta finalmente all'altare.

## Produzione
Le riprese del film durarono da inizio aprile a inizio giugno 1952.

## Distribuzione
Il film, distribuito negli Stati Uniti dalla Warner Bros., fu presentato in prima a New York il 19 novembre 1952, uscendo poi nelle sale il 22 novembre. Nel 1953, uscì in Giappone (12 marzo), Germania Federale (22 aprile, come Im Banne des Teufels), Francia (1 maggio, come La Maîtresse de fer), Svezia (6 luglio, come Duellanten), Danimarca (15 luglio, come Duel i mørket), Austria (settembre, come Im Banne des Teufels) e Australia (27 novembre). Nel 1954, in Portogallo (7 maggio, come Destinos Opostos), Finlandia (21 maggio, come Terästikari o Kaksintaistelija) e Turchia (1 ottobre, come Çelik Hançer).